# Park Sojin
Dans ce nom coréen, le nom de famille, Park, précède le nom personnel.
Park Sojin (coréen: 박소진; née le 21 mai 1986), souvent créditée Sojin (coréen: 소진), est une chanteuse sud-coréenne. Elle est la leader du girl group sud-coréen Girl's Day.

## Filmographie

### Dramas
| Année | Titre                 | Rôle          | Chaîne    | Note            |
| ----- | --------------------- | ------------- | --------- | --------------- |
| 2011  | I Trusted Him         | Cameo         | MBC       |                 |
| 2014  | The Greatest Marriage | Lee Yoo-ri    | TV Chosun | Rôle secondaire |
| 2015  | The Family Is Coming  | Choi Dong-joo | SBS       | Rôle secondaire |
| 2022  | Sh**ting stars        | Jo Gi Ppeum   | TvN       | Rôle principal  |

### Shows TV
| Année | Titre                                               | Chaîne     | Note                                             |
| ----- | --------------------------------------------------- | ---------- | ------------------------------------------------ |
| 2010  | The Beatles Code                                    | Mnet       | Invitée avec Minah                               |
| 2011  | 1000 Song Challenge                                 | SBS        | Invitée avec Minah                               |
| 2012  | 1vs100                                              | KBS        | Invitée avec Minah                               |
| 2013  | Lunar New Year’s Special: Showdown! Idol Gayo Stage | KBS        | Invitée avec Minah                               |
| 2013  | Star King                                           | SBS        | Invitée avec Hyeri                               |
| 2013  | Hidden Singer 2                                     | JTBC       | Invitée                                          |
| 2014  | Star King                                           | SBS        | Invitée avec Hyeri                               |
| 2014  | Full House                                          | KBS2       | Invitée avec Minah                               |
| 2014  | Hello Counselor                                     | KBS2       | Invitée avec Minah                               |
| 2014  | Idol School                                         | MBC        | MC                                               |
| 2014  | Quiz To Change The World                            | MBC        | Invitée avec Yura                                |
| 2015  | Running Man                                         | SBS        | Invitée                                          |
| 2015  | King of Masked Singer                               | MBC        | Invitée                                          |
| 2015  | Escape Crisis No. 1                                 | KBS2       | Invitée avec Yura et Minah                       |
| 2015  | Hello Counselor                                     | KBS2       | Invitée avec Yura                                |
| 2015  | After School Club                                   | Arirang    | Invitée avec Yura, Minah et Hyeri                |
| 2015  | I Live Alone                                        | MBC        | Invitée de l'épisode 117                         |
| 2015  | Weekly Idol                                         | MBC Every1 | Invitée avec Yura et Minah de l'épisode 210      |
| 2015  | Two Yoo Project - Finding Sugar Man                 | JTBC       | Invitée avec Hani d'EXID, John Park et Mad Clown |

## Discographie
| Année | Chanson                           | Artiste(s)                         | Album                               | Durée |
| ----- | --------------------------------- | ---------------------------------- | ----------------------------------- | ----- |
| 2011  | "Our Love Like This"              | Sojin                              | Flames of Desire OST                | 3:57  |
| 2011  | "Bum Bum Bum"                     | Sojin feat. Song Ho-bum            | Kwak Tae-hoon Project Album 4th     | 3:21  |
| 2013  | "In the Summer"                   | Sojin feat. Zizo                   | Deux 20th Anniversary Tribute Album | 4:21  |
| 2013  | "I Want to Turn Back Time"        | Sojin                              | Passionate Love OST                 | 4:02  |
| 2014  | "Three Things I Want to Give You" | Crucial Star feat. Sojin           | Single                              | 4:00  |
| 2014  | "Finale"                          | Sojin & Dok2                       | Single                              | 3:51  |
| 2015  | "On Rainy Days"                   | Kim Taebum (Party Street) et Sojin | Single                              | 3:37  |
| 2015  | "Ajjil Ajjil"                     | Sojin                              | Family Outing OST                   | 3:27  |
| 2015  | "I Am Korea"                      | Différents artistes                | I Am Korea Theme Song               | 3:40  |
| 2015  | "It Hurts"                        | Sojin & Zico                       | Mask OST                            | 3:47  |